# Rio Michigan
O rio Michigan ou Michigão é um rio localizado no estado estadunidense do Colorado, tem aproximadamente 48 km de extensão, e localiza-se na parte norte-central do estado.